# Ptinus
Genre
Ptinus (les ptines), est un genre de coléoptères présents dans les régions afro-tropicale, australienne, paléarctique (notamment en Europe), du Proche-Orient, néarctique, néotropique et en Afrique du Nord.

## Sous-genres et espèces
- Ptinus (Bruchoptinus)
  - Ptinus antennatus
  - Ptinus biformis
  - Ptinus brevivittis
  - Ptinus femoralis
  - Ptinus italicus
  - Ptinus ivanensis
  - Ptinus palliatus
  - Ptinus pellitus
  - Ptinus rufipes
  - Ptinus schatzmayeri
  - Ptinus torretassoi
- Ptinus (Cyphoderes)
  - Ptinus bidens
  - Ptinus hirticornis
  - Ptinus japonicus
  - Ptinus raptor
  - Ptinus schlerethi
- Ptinus (Gynopterus)
  - Ptinus aubei
  - Ptinus barrosi
  - Ptinus crassicornis
  - Ptinus dubius
  - Ptinus pyrenaeus
  - Ptinus salvatori
  - Ptinus sexpunctatus
  - Ptinus subroseus
  - Ptinus variegatus
- Ptinus (Pseudoptinus)
  - Ptinus arragonicus
  - Ptinus auberti
  - Ptinus capellae
  - Ptinus coarcticollis
  - Ptinus cumaniensis
  - Ptinus kutzschenbachi
  - Ptinus lichenum
  - Ptinus maculosus
  - Ptinus madoni
  - Ptinus nikitanus
  - Ptinus oertzeni
  - Ptinus rufolimbatus
  - Ptinus rugosicollis
  - Ptinus spissicornis
  - Ptinus subaeneus
  - Ptinus tauricus
- Ptinus (Ptinus)
  - Ptinus affinis
  - Ptinus argolisanus
  - Ptinus atricapillus
  - Ptinus bicinctus
  - Ptinus calcaratus
  - Ptinus calcarifer
  - Ptinus corsicus
  - Ptinus ellipticus
  - Ptinus explanatus
  - Ptinus fur
  - Ptinus gylippus
  - Ptinus kiesenwetteri
  - Ptinus kruperi
  - Ptinus latro
  - Ptinus leprieuri
  - Ptinus nigripennis
  - Ptinus obesus
  - Ptinus perplexus
  - Ptinus perrini
  - Ptinus phlomidis
  - Ptinus pilosus
  - Ptinus podolicus
  - Ptinus pusillus
  - Ptinus reitteri
  - Ptinus rufus
  - Ptinus spitzyi
  - Ptinus subpilosus
  - Ptinus tarsalis
  - Ptinus timidus
  - Ptinus villiger
- Ptinus (Tectoptinus)
  - Ptinus exulans
  - Ptinus tectus